# کاماری

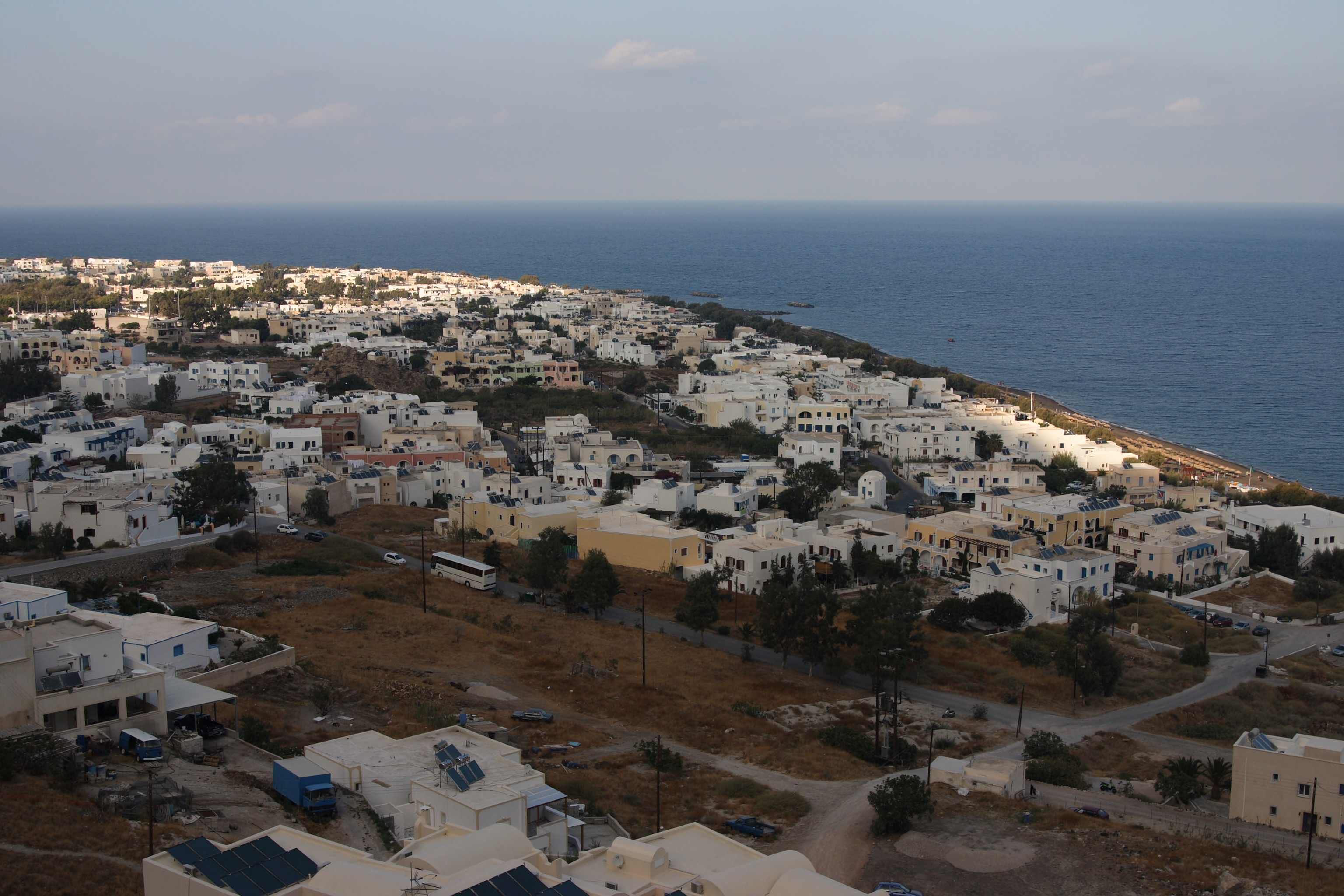
دورنمای کاماری

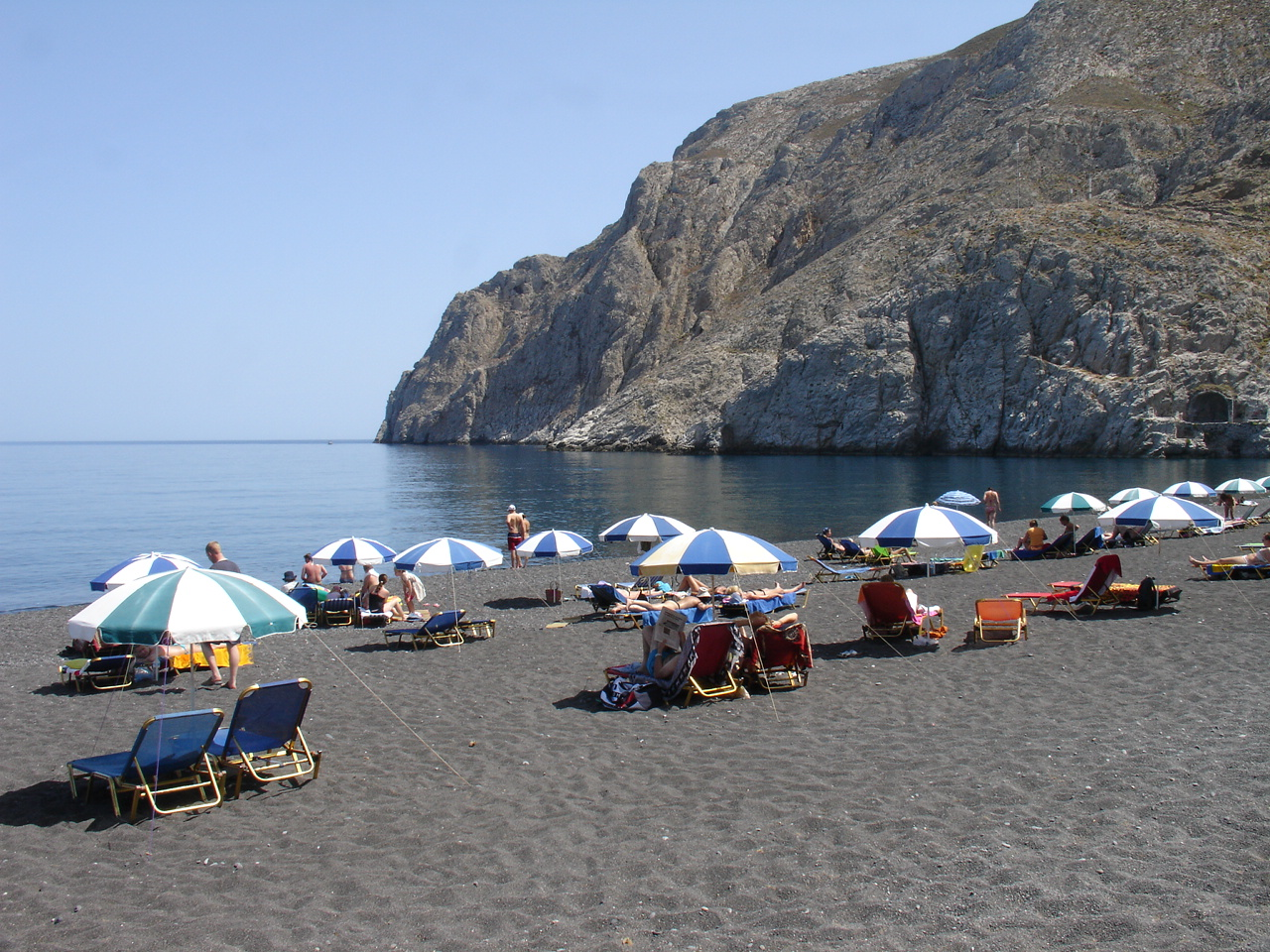
ساحل کاماری

کاماری (یونانی: Καμάρι) یک روستای ساحلی در جنوب شرقی جزیرهٔ سانتورینی (Santorini) دریای اژه در کشور یونان است و نزدیک به ۱۸۰۰ نفر جمعیت دارد.